# Lepidocaryeae
Lepidocaryeae — триба квіткових рослин родини пальмових (Arecaceae).

## Поширення
Представники триби трапляються в тропічній зоні Центральної та Південної Америки, а також в Африці і Мадагаскарі.

## Опис
Це деревоподібні або безстебельні пальми. Дводомні або однодомні, гермафродити, можуть цвісти кілька разів або лише один раз. Листя перисте або віялоподібне. На суцвіттях зазвичай є дворядні приквітки. Приймочка має пірамідальну форму.

## Класифікація
- підтриба Ancistrophyllinae
  - Oncocalamus
  - Eremospatha
  - Laccosperma
- підтриба Raphiinae
  - Raphia
- підтриба Mauritiinae
  - Lepidocaryum
  - Mauritia
  - Mauritiella